# Județul Marijampolė
Marijampolė este un județ în Lituania.
Are o suprafață de 4.463 km². Populația este de 135.891 locuitori, determinată în 1 ianuarie 2023, prin bilanț demografic[*].
1. ↑  Visuotinė lietuvių enciklopedija